# A Northern Soul
A Northern Soul — другий студійний альбом британського гурту The Verve, випущений влітку 1995 року у Великій Британії на лейблі Vernon Yard Records. Назва альбому походить від музичного напрямку Північний соул, який був популярний в кінці 1960-х у Великій Британії.

## Треклист
Автор музики і слів The Verve, якщо не зазначено інше. 
| #     | Назва                            | Тривалість |
| ----- | -------------------------------- | ---------- |
| 1.    | «A New Decade»                   | 4:12       |
| 2.    | «This Is Music»                  | 3:35       |
| 3.    | «On Your Own» (Richard Ashcroft) | 3:33       |
| 4.    | «So It Goes»                     | 6:11       |
| 5.    | «A Northern Soul»                | 6:32       |
| 6.    | «Brainstorm Interlude»           | 5:11       |
| 7.    | «Drive You Home»                 | 6:41       |
| 8.    | «History» (Richard Ashcroft)     | 5:26       |
| 9.    | «No Knock on My Door»            | 5:11       |
| 10.   | «Life's an Ocean»                | 5:44       |
| 11.   | «Stormy Clouds»                  | 5:34       |
| 12.   | «(Reprise)»                      | 6:11       |
| 64:01 |                                  |            |

## Над альбомом працювали
- Річард Ешкрофт — вокал, бас, гітара, перкусія
- Нік МакКейб — гітара, Фортепіано, акордіон, клавішні
- Саймон Джонс — бас, бек-вокал
- Пітер Селсбері — барабани, перкусія
- Саймон Кларк — флейта, аранжування духових
- The Kick Horns — труба, саксофон
- Yvette Lacey — флейта
- Roddy Lorimer — аранжування духових

## Сертифікації
| Регіон                                             | Сертифікація | Продажі  |
| -------------------------------------------------- | ------------ | -------- |
| Велика Британія (BPI)                              | Золотий      | 100 000^ |
| ^відвантаження, що базуються лише на сертифікаціях |              |          |